# 金磯弁財天

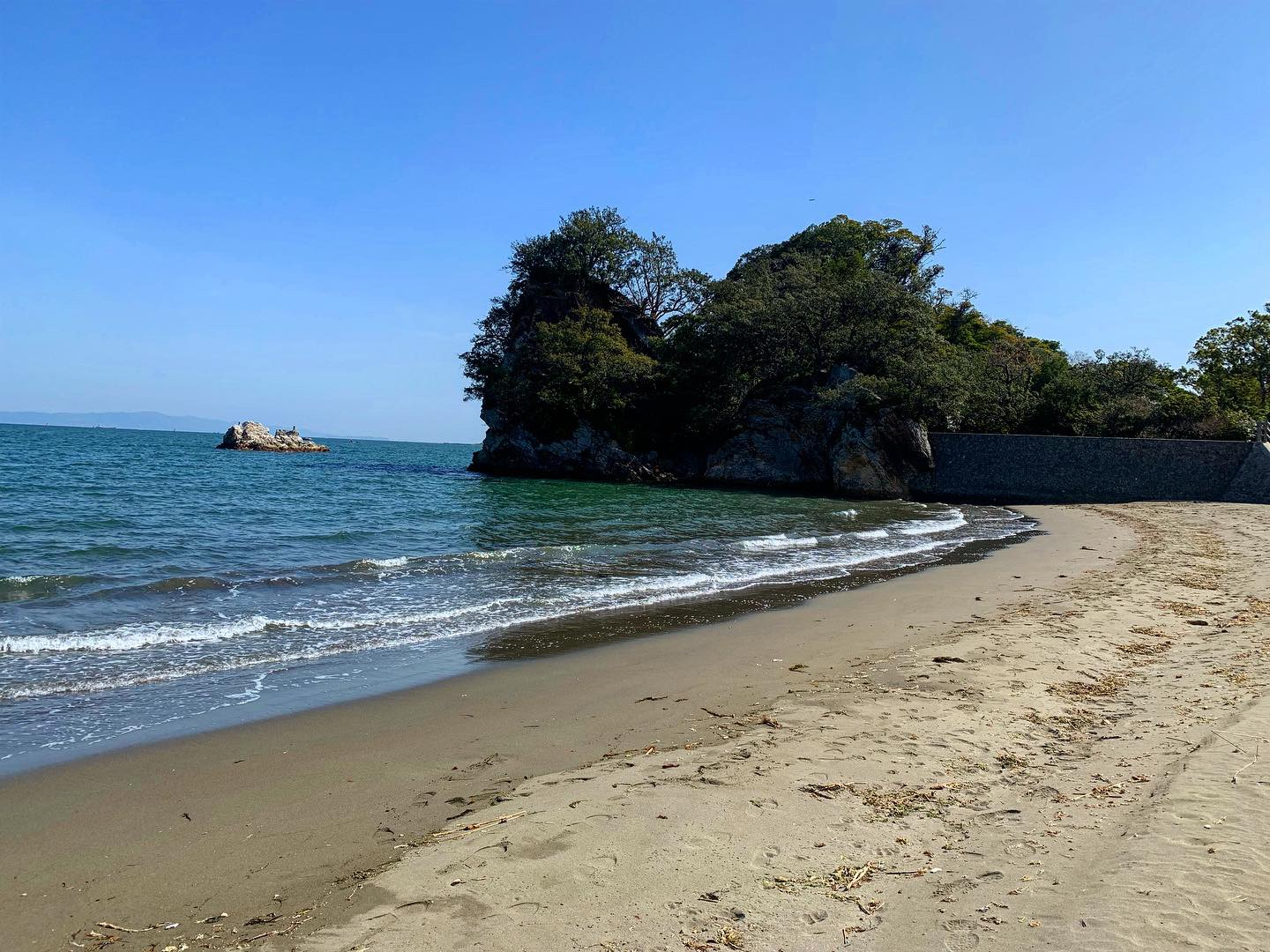
横須海岸から見た金磯弁財天のある弁天山

金磯弁財天（かないそべんざいてん）は徳島県小松島市金磯町に所在する仏堂。本尊は弁財天。四国八十八箇所十八番札所恩山寺奥の院。納経及び御影の授与は恩山寺にて。一帯は弁天山と呼ばれている。

## 伝承
当弁財天堂の来歴は以下の伝承による。
平安時代前期の延暦年間（782年 - 806年）に恩山寺で修行を行っていた空海（弘法大師）が東の方の島に龍燈を見つけた。そこで船を借り、その島に上陸した。すると芳しい梅の香りと共に、美しい音楽が流れ、迦陵頻伽が飛び交っていた。そこに美しい姿をした女神が座っていた。空海は女神と一晩、法話を交わした。夜が明け始める頃、女神は「私はこの海上を守護する弁財天である。」と言った。そして夜が明けると共に白龍となって海中に帰って行った。その後、空海はこの丘に弁財天を祀った。

## 概要
この地に仏堂が構えられたのは戦国時代から江戸時代初期の頃と伝えられている。仏堂は恩山寺の奥の院となり、紀伊水道の海域を守護している。
仏堂の脇には丘陵があり、蓬莱山という。ここには亜熱帯性植物のアコウが自生しており徳島県の天然記念物に指定されている。幕末の文久3年（1863年）には地元の篤農家であった多田宗太郎が私費を投じ、この丘陵上に弁天山砲台を築いて徳島藩に献上した。なお、宗太郎はこれにより士分（郷士格）に取り立てられた。

## 前後の札所
四国八十八箇所
18 恩山寺 --- 18番奥の院 金磯弁財天 --- 19 立江寺